# Nihon Falcom
Nihon Falcom Corporation (日本ファルコム株式会社, Nihon Farukomu Kabushiki-kaisha) is een Japanse ontwikkelaar en uitgever van computerspellen. Het bedrijf werd in maart 1981 opgericht door Masayuki Kato. Falcom heeft een belangrijke rol gespeeld in de groei en ontwikkeling van software in de Japanse PC-industrie gedurende de jaren 80 en de eerste helft van de jaren 90. Het bedrijf bracht in 1983 als een van de eerste Japanse rollenspellen (RPG) uit.
Falcom staat met name bekend om hun RPG-reeksen, waaronder Dragon Slayer, Ys en The Legend of Heroes.

## Lijst van computerspellen
Tussen de haakjes achter de titel staat het systeem waarvoor de eerste versie werd uitgegeven.
- 1982 Galactic Wars (PC-8801)
- 1983 Super Mahjong (X1)
- 1983 Bird Land (PC-8001)
- 1983 Computer the Golf (PC-8801)
- 1983 Horror House (PC-8801)
- 1983 Cosmo Fighter II (X1)
- 1983 Super Horoscope Kanji Version (PC-8801)
- 1983 Private Stripper (PC-8801)
- 1983 SSGN Covert Cruise Special Attack Strategy (FM-8)
- 1983 Panorama Island (PC-8801)
- 1983 Horror House Part-II (PC-8801)
- 1984 Monster House (MZ-2200)
- 1984 Demon's Ring (PC-8801)
- 1984 Asteka (PC-8801)
- 1984 The Threat of North (PC-6001)
- 1984 Escape from Twilight Zone (FM-7)
- 1984 Dragon Slayer (PC-8801)
- 1985 Dragon Slayer II: Xanadu (X1)
- 1986 Xanadu Scenario 2: The Resurrection of Dragon (PC-8801)
- 1986 Dragon Slayer Jr.: Romancia (X1)
- 1986 Asteka II: Templo del Sol (PC-8801)
- 1987 Ys I: Ancient Ys Vanished (PC-8801)
- 1987 Dragon Slayer IV: Drasle Family (MSX2)
- 1987 Dragon Slayer V: Sorcerian (PC-8801)
- 1988 Ys II: Ancient Ys Vanished – The Final Chapter (PC-8801)
- 1989 Star Trader (PC-8801)
- 1989 Ys III: Wanderers from Ys  (PC-8801)
- 1989 Dragon Slayer VI: The Legend of Heroes  (PC-8801)
- 1990 DINOSAUR (PC-8801)
- 1991 Dragon Slayer VII: Lord Monarch (PC-9801)
- 1991 Brandish  (PC-9801)
- 1991 Popful Mail  (PC-8801)
- 1992 Dragon Slayer VI: The Legend of Heroes II (PC-8801)
- 1993 Brandish 2: Planet Buster (PC-9801)
- 1993 Ys IV: Mask of the Sun (Super Famicom)
- 1994 Dragon Slayer VIII: The Legend of Xanadu (PC Engine CD)
- 1994 The Legend of Heroes III: White Witch (PC-9801)
- 1994 Popful Mail (Super Famicom)
- 1994 Brandish 3: Spirit of Balcan (PC-9801)
- 1995 Revival Xanadu (PC-9801)
- 1995 The Legend of Xanadu II: The Last of Dragon Slayer (PC Engine CD)
- 1995 Ys V: Ushinawareta Sunano Miyako Kefin (Super Famicom)
- 1996 The Legend of Heroes IV: A Red Drop (PC-9801)
- 1996 Brandish VT (PC-9801)
- 1996 Lord Monarch Original (Windows)
- 1997 Lord Monarch First (Windows)
- 1997 The Legend of Heroes (Windows)
- 1997 Lord Monarch Pro (Windows)
- 1997 Sorcerian Forever (Windows)
- 1997 Vantage Master (Windows)
- 1998 Vantage Master V2 (Windows)
- 1998 Monarch Monarch (Windows)
- 1998 Brandish 4 (Windows)
- 1999 The Legend of Heroes III: White Witch (Windows)
- 1999 The Legend of Heroes V: A Cagesong of the Ocean (Windows)
- 2000 Sorcerian Original (Windows)
- 2000 The Legend of Heroes IV: A Tear of Vermillion (Windows)
- 2001 Zwei!! (Windows)
- 2002 VM Japan (Windows)
- 2002 Dinosaur Resurrection (Windows)
- 2003 Ys VI: The Ark of Napishtim (Windows)
- 2004 The Legend of Heroes VI: Sora no Kiseki  (Windows)
- 2004 Gurumin (Windows)
- 2005 RINNE (Windows)
- 2005 Ys: The Oath in Felghana (Windows)
- 2005 Xanadu Next (Windows)
- 2006 The Legend of Heroes: Sora no Kiseki Second Chapter (Windows)
- 2006 Gurumin (PSP)
- 2006 The Legend of Heroes: Sora no Kiseki First Chapter (PSP)
- 2006 Ys Origin (Windows)
- 2007 The Legend of Heroes: Sora no Kiseki The 3rd (Windows)
- 2007 The Legend of Heroes: Sora no Kiseki Second Chapter (PSP)
- 2008 Vantage Master Portable (PSP)
- 2008 The Legend of Heroes: Sora no Kiseki The 3rd (PSP)
- 2008 Zwei II (Windows)
- 2008 Zwei!! (PSP)
- 2009 Brandish: Dark Revenant (PSP)
- 2009 Ys I & II Chronicles (PSP)
- 2009 Ys Seven (PSP)
- 2009 Ys I & II Chronicles (Windows)
- 2010 Ys: The Oath in Felghana (PSP)
- 2010 Ys vs. Sora no Kiseki: Alternative Saga (PSP)
- 2010 The Legend of Heroes: Zero no Kiseki (PSP)
- 2011 The Legend of Heroes: Ao no Kiseki (PSP)
- 2012 Nayuta no Kiseki (PSP)
- 2012 Ys: Foliage Ocean in Celceta (PlayStation Vita)
- 2013 The Legend of Heroes: Sen no Kiseki (PlayStation 3, PlayStation Vita)
- 2014 The Legend of Heroes: Sen no Kiseki II (PlayStation 3, PlayStation Vita)
- 2015 Tokyo Xanadu (PS Vita)
- 2016 Ys VIII: Lacrimosa of Dana (Vita)
- 2016 Gurumin 3D: A Monstrous Adventure (3DS)
- 2017 Ys Seven (Windows)